# انتقام خانم مورگان
انتقام خانم مورگان (ایتالیایی: La vendetta di Lady Morgan) یک فیلم ترسناک ایتالیایی به کارگردانی ماسیمو پوپیلو است که در سال ۱۹۶۵ منتشر شد.

## بازیگران
- گوردون میچل
- اریکا بلانک
- پل مولر